# 宮崎運輸支局
宮崎運輸支局（みやざきうんゆしきょく）は国土交通省の46県にある運輸支局のひとつ。九州運輸局管内。
九州運輸局管内の運輸支局で唯一、同一庁舎で陸運関係・海事関係の業務を扱っている。

## 所在地
- 宮崎県宮崎市大字本郷北方字鵜戸尾2735-3
  - JR日豊本線南宮崎駅から徒歩25分、加納駅から徒歩15分
  - 宮崎交通バス「運輸支局入口」から徒歩10分

## 管轄区域
陸運・海事関係とも宮崎県全域。ここで交付されるナンバープレートは「宮崎」ナンバーになる。